# Calanthe shelfordii
Calanthe shelfordii är en orkidéart som beskrevs av Henry Nicholas Ridley. Calanthe shelfordii ingår i släktet Calanthe och familjen orkidéer. Inga underarter finns listade i Catalogue of Life.